# Schots Open 2010
Het Barclays Schots Open is een golftoernooi van de Europese PGA Tour. In 2010 vond het voor de 15de achtereenvolgende keer plaats op de Loch Lomond Golf Club van 8 tot 11 juli. Het prijzengeld was £3.000.000, de winnaar verdiende £500.000.
Het Schots Open wordt bijna altijd gespeeld in de week voor het Brits Open. De spelers die in de top 10 eindigen, kwalificeerden zich voor het Brits Open. Dit jaar wordt de Ryder Cup gespeeld zodat de Amerikaanse en Europese spelers proberen zich ook daarvoor te plaatsen. Het toernooi trekt dus goede spelers aan.
De volgende belangrijke spelers staan op de deelnemerslijst: Graeme McDowell, die onlangs het US Open won, Lucas Glover, die het US Open vorig jaar won en Martin Laird, die de hoogste plaats op de Official World Golf Ranking heeft. 

## De baan
De par van de baan is 71.

## Verslag

#### Ronde 1
Op de Haagsche Golf spelen de senioren een Pro-Am in benauwd en bijna windstil weer, het is in de duinen 28 graden. Morgen begint daar het Van Lanschot Senior Open van de Europese Senior Tour. Vandaag begon ook het Schots Open op Loch Lomond. Daar waait het behoorlijk. De eerste clubhuis-leiders zijn Graeme Storm en Edoardo Molinari maar 's middags worden ze ingehaald door Darren Clarke, die een score van 65 inlevert. Robert-Jan Derksen is met -1 de beste Nederlander, hij staat op de 30ste plaats.

#### Ronde 2
Derksen is flink gestegen, Luiten en Colsaerts hebben de cut gehaald en Lafeber heeft zich teruggetrokken.

#### Ronde 3
Darren Clarke maakte een ronde van 67 maar dat was niet goed genoeg om aan de leiding te blijven, want Edoardo Molinari maakte 63 en staat nu op de eerste plaats met -15. Clarke staat één slag achter hem op de tweede plaats. Francesco Molinari deelt op -8 de derde plaats met Peter Hedblom.

#### Ronde 4
Een wonderbaarlijke dag, waarbij de leider van ronde 3 een laatste ronde van +3 speelt en toch nog wint, omdat nummer 2 het nog slechter doet en +5 maakt. Raphaël Jacquelin maakte een mooie laatste ronde van 68 en werd 3de. 
- Live leaderboard.

| Eindstand | Naam               | R1 | Score | Nr   | R2 | Score | Totaal | Nr   | R3 | Score | Totaal | Nr  | R4 | Score | Totaal |
| --------- | ------------------ | -- | ----- | ---- | -- | ----- | ------ | ---- | -- | ----- | ------ | --- | -- | ----- | ------ |
| 1         | Edoardo Molinari   | 66 | -5    | T2   | 69 | -2    | -7     | 2    | 63 | -8    | -15    | 1   | 74 | +3    | -12    |
| 2         | Darren Clarke      | 65 | -6    | 1    | 67 | -4    | -10    | 1    | 67 | -4    | -14    | 2   | 76 | +5    | -9     |
| T4        | Francesco Molinari | 68 | -3    | T12  | 69 | -2    | -5     | T5   | 68 | -3    | -8     | 3   | 72 | +1    | -7     |
| T12       | Graeme Storm       | 66 | -5    | T2   | 72 | +1    | -4     | T6   | 69 | -2    | -6     | T5  | 75 | +4    | -2     |
| T16       | Damien McGrane     | 66 | -5    | T2   | 72 | +1    | -4     | T6   | 73 | +2    | -2     | T17 | 72 | +1    | -1     |
| T16       | Robert-Jan Derksen | 70 | -1    | T30  | 68 | -3    | -4     | T6   | 73 | +2    | -2     | T17 | 72 | +1    | -1     |
| T61       | Joost Luiten       | 71 | par   | T44  | 73 | +2    | +2     | T50  | 74 | +3    | +5     | T61 | 79 | +8    | +13    |
| MC        | Nicolas Colsaerts  | 74 | +3    | T117 | 76 | +5    | +8     | T130 |    |       |        |     |    |       |        |
| MC        | Maarten Lafeber    | 74 | +3    | T117 | =  |       |        |      |    |       |        |     |    |       |        |

## De spelers
| - Felipe Aguilar - Thomas Aiken - Robert Allenby - Fredrik Andersson Hed - Benn Barham - Thomas Bjørn (1996) - Richard Bland - Grégory Bourdy - Gary Boyd - Markus Brier - Paul Broadhurst - Mark Brown - Andrew Butterfield - Rafael Cabrera Bello - Michael Campbell - Ariel Cañete - Alejandro Cañizares - Clodomiro Carranza - Christian Cévaër - Neil Cheetham - S S P Chowrasia - Darren Clarke - George Coetzee - Robert Coles - Nicolas Colsaerts - Andrew Coltart - Rhys Davies - François Delamontagne - Robert-Jan Derksen - David Dixon - Stephen Dodd - Andrew Dodt - Jamie Donaldson - Nick Dougherty - Bradley Dredge - Scott Drummond - David Drysdale - Simon Dyson - Rafa Echenique - Johan Edfors (2006) - Ernie Els - Jamie Elson - Martin Erlandsson - Niclas Fasth - Gonzalo Fernández Castaño - Kenneth Ferrie | - Richard Finch - Ross Fisher - Alistair Forsyth - Mark Foster - Mark Fraser - Stephen Gallacher - Ignacio Garrido - Lucas Glover - Ricardo González - Retief Goossen - Tano Goya - Richard Green - Anders Hansen - Søren Hansen - Grégory Havret (2007) - Peter Hedblom - Oskar Henningsson - Michael Hoey - David Horsey - David Howell - Jeppe Huldahl - Sam Hutsby - Mikko Ilonen - Trevor Immelman - Ryo Ishikawa - Raphaël Jacquelin - Thongchai Jaidee - Miguel Ángel Jiménez - Michael Jonzon - James Kamte - Anthony Kang - Shiv Kapur - Martin Kaymer (2009) - Simon Khan - James Kingston - Søren Kjeldsen - Rick Kulacz - Maarten Lafeber - Martin Laird - José Manuel Lara - Pablo Larrazábal - Paul Lawrie - Peter Lawrie - Craig Lee - Danny Lee - Thomas Levet (2004) | - José-Filipe Lima - Sam Little - Gary Lockerbie - Shane Lowry - Jean-François Lucquin - Joost Luiten - Mikael Lundberg - David Lynn - Steve Marino - Pablo Martín - Gareth Maybin - Graeme McDowell (2008) - Richard McEvoy - Paul McGinley - Ross McGowan - Damien McGrane - Rory McIlroy - Phil Mickelson - Edoardo Molinari - Francesco Molinari - Colin Montgomerie - James Morrison - Christian Nilsson - Seung-yul Noh - Alexander Norén - Steven O'Hara - Peter O'Malley (1992) - Louis Oosthuizen - Hennie Otto - John Parry - Phillip Price - Julien Quesne - Alvaro Quiros - Richie Ramsay - Jyoti Randhawa - Robert Rock - Marco Ruiz - Brett Rumford - Rory Sabbatini - Charl Schwartzel - Marcel Siem - Jeev Milkha Singh - Vijay Singh - Heath Slocum - Graeme Storm - Scott Strange | - Daniel Vancsik - Camilo Villegas - Anthony Wall - Paul Waring - Marc Warren - Nick Watney - Steven Webster - Lee Westwood (1998) - Peter Whiteford - Dale Whitnell - Martin Wiegele - Danny Willett - Oliver Wilson - Chris Wood - Y E Yang - Fabrizio Zanotti Uitnodiging sponsor - Dale Whitnell - Steve Marino - JB Holmes - Tom Lehman (1997) - John Daly - Fred Funk - Martin Laird - Stephen Gallacher Nationale Order of Merit 1. Craig Lee 2. Michael Watson 3. Neil Cheetham Amateurs - Byeong-hun An (US Amateur) - Jin Jeong (Brits Amateur) - David Law (Schots Amateur) |

Zie ook het schema van de Europese PGA Tour 2010